# Thiruvananthapuram
Thiruvananthapuram [t̪iruʋən̪ɨn̪t̪əpurəm]ⓘ (tiếng Malayalam: തിരുവനന്തപുരം Tiruvanantapuraṁ), cũng gọi là Trivandrum, là thủ phủ bang Kerala và quận Thiruvananthapuram của Ấn Độ. Thành phố này nằm ở bờ biển phía tây của Ấn Độ, gần cực nam của đại lục. Thành phố này được Mahatma Gandhi gọi là "thành phố thường xanh của Ấn Độ", đây là thành phố có địa hình đặc trưng của đồi thấp ven biển và các thung lũng thương mại. Dân số theo điều tra năm 2001 là 745.000 người, là thành phố đông dân nhất ở bang này. Dân số vùng đô thị khoảng 1 triệu người.
Thành phố có nhiều tòa nhà chính quyền bang, là trung tâm chính trị của bang này. Trivandrum cũng là trung tâm học vấn của bang với nhiều trường đại học như Đại học Kerala và các tổ chức nghiên cứu công nghệ, trong đó nổi bật nhất là Trung tâm Không gian Vikram Sarabhai (VSSC) và Technopark.

## Khí hậu
| Dữ liệu khí hậu của Thiruvananthapuram (1971–2000)                        | Dữ liệu khí hậu của Thiruvananthapuram (1971–2000) | Dữ liệu khí hậu của Thiruvananthapuram (1971–2000) | Dữ liệu khí hậu của Thiruvananthapuram (1971–2000) | Dữ liệu khí hậu của Thiruvananthapuram (1971–2000) | Dữ liệu khí hậu của Thiruvananthapuram (1971–2000) | Dữ liệu khí hậu của Thiruvananthapuram (1971–2000) | Dữ liệu khí hậu của Thiruvananthapuram (1971–2000) | Dữ liệu khí hậu của Thiruvananthapuram (1971–2000) | Dữ liệu khí hậu của Thiruvananthapuram (1971–2000) | Dữ liệu khí hậu của Thiruvananthapuram (1971–2000) | Dữ liệu khí hậu của Thiruvananthapuram (1971–2000) | Dữ liệu khí hậu của Thiruvananthapuram (1971–2000) | Dữ liệu khí hậu của Thiruvananthapuram (1971–2000) |
| Tháng                                                                     | 1                                                  | 2                                                  | 3                                                  | 4                                                  | 5                                                  | 6                                                  | 7                                                  | 8                                                  | 9                                                  | 10                                                 | 11                                                 | 12                                                 | Năm                                                |
| ------------------------------------------------------------------------- | -------------------------------------------------- | -------------------------------------------------- | -------------------------------------------------- | -------------------------------------------------- | -------------------------------------------------- | -------------------------------------------------- | -------------------------------------------------- | -------------------------------------------------- | -------------------------------------------------- | -------------------------------------------------- | -------------------------------------------------- | -------------------------------------------------- | -------------------------------------------------- |
| Cao kỉ lục °C (°F)                                                        | 35.5 (95.9)                                        | 36.3 (97.3)                                        | 37.7 (99.9)                                        | 38.0 (100.4)                                       | 35.8 (96.4)                                        | 35.8 (96.4)                                        | 33.7 (92.7)                                        | 34.0 (93.2)                                        | 35.4 (95.7)                                        | 35.0 (95.0)                                        | 34.3 (93.7)                                        | 35.5 (95.9)                                        | 38.0 (100.4)                                       |
| Trung bình ngày tối đa °C (°F)                                            | 32.0 (89.6)                                        | 32.3 (90.1)                                        | 33.2 (91.8)                                        | 33.1 (91.6)                                        | 32.3 (90.1)                                        | 30.1 (86.2)                                        | 29.8 (85.6)                                        | 29.8 (85.6)                                        | 30.6 (87.1)                                        | 30.4 (86.7)                                        | 30.6 (87.1)                                        | 31.6 (88.9)                                        | 31.3 (88.3)                                        |
| Tối thiểu trung bình ngày °C (°F)                                         | 22.1 (71.8)                                        | 22.8 (73.0)                                        | 24.1 (75.4)                                        | 25.1 (77.2)                                        | 25.0 (77.0)                                        | 23.7 (74.7)                                        | 23.2 (73.8)                                        | 23.2 (73.8)                                        | 23.5 (74.3)                                        | 23.3 (73.9)                                        | 23.2 (73.8)                                        | 22.7 (72.9)                                        | 23.5 (74.3)                                        |
| Thấp kỉ lục °C (°F)                                                       | 16.4 (61.5)                                        | 18.1 (64.6)                                        | 20.2 (68.4)                                        | 20.3 (68.5)                                        | 20.1 (68.2)                                        | 20.0 (68.0)                                        | 20.2 (68.4)                                        | 18.2 (64.8)                                        | 20.8 (69.4)                                        | 20.1 (68.2)                                        | 18.9 (66.0)                                        | 18.2 (64.8)                                        | 16.4 (61.5)                                        |
| Lượng Giáng thủy trung bình mm (inches)                                   | 15.9 (0.63)                                        | 22.7 (0.89)                                        | 27.8 (1.09)                                        | 118.8 (4.68)                                       | 198.6 (7.82)                                       | 330.4 (13.01)                                      | 188.1 (7.41)                                       | 152.3 (6.00)                                       | 169.1 (6.66)                                       | 254.5 (10.02)                                      | 211.9 (8.34)                                       | 64.0 (2.52)                                        | 1.754,2 (69.06)                                    |
| Số ngày giáng thủy trung bình                                             | 1.0                                                | 1.7                                                | 2.3                                                | 6.5                                                | 9.7                                                | 16.6                                               | 13.4                                               | 10.3                                               | 8.7                                                | 11.7                                               | 9.2                                                | 4.2                                                | 95.4                                               |
| Độ ẩm tương đối trung bình (%)                                            | 69                                                 | 70                                                 | 72                                                 | 77                                                 | 79                                                 | 85                                                 | 84                                                 | 83                                                 | 82                                                 | 83                                                 | 82                                                 | 74                                                 | 78                                                 |
| Số giờ nắng trung bình tháng                                              | 262.8                                              | 242.3                                              | 250.7                                              | 214.0                                              | 197.3                                              | 133.5                                              | 149.7                                              | 166.6                                              | 173.4                                              | 170.8                                              | 166.3                                              | 216.6                                              | 2.344                                              |
| Nguồn 1: India Meteorological Department (record high and low up to 2010) |                                                    |                                                    |                                                    |                                                    |                                                    |                                                    |                                                    |                                                    |                                                    |                                                    |                                                    |                                                    |                                                    |
| Nguồn 2: NOAA (nắng, độ ẩm, 1971–1990)                                    |                                                    |                                                    |                                                    |                                                    |                                                    |                                                    |                                                    |                                                    |                                                    |                                                    |                                                    |                                                    |                                                    |